# Chiến tranh máy bay không người lái

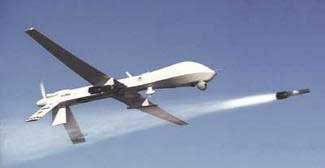
Một drone Predator bắn một tên lửa Hellfire

Tấn công bằng drone là một cuộc tấn công của một hoặc nhiều máy bay chiến đấu không người lái hoặc thiết bị bay không người lái thương mại (UAV) được vũ khí hóa. Đối với máy bay chiến đấu không người lái, nó thường liên quan đến việc bắn tên lửa hoặc thả bom vào mục tiêu. Các mục tiêu giả có thể được trang bị vũ khí như bom dẫn đường, bom chùm, đồ gây cháy, tên lửa không-đối-đất, tên lửa không-đối-không, tên lửa điều khiển chống tăng hoặc các loại đạn dược dẫn đường chính xác. Kể từ đầu thế kỷ, hầu hết các cuộc tấn công bằng máy bay không người lái đã được quân đội Mỹ thực hiện ở các quốc gia như Afghanistan, Pakistan, Syria, Iraq, Somalia và Yemen sử dụng tên lửa không đối đất.
Các cuộc tấn công bằng máy bay không người lái được sử dụng cho mục đích giết người của một số quốc gia.
Chỉ có Hoa Kỳ, Israel, Trung Quốc, Iran, Ý, Ấn Độ, Pakistan, Nga, Thổ Nhĩ Kỳ và Ba Lan  được biết là đã sản xuất UCAV có khả năng tấn công kể từ năm 2019.
Các cuộc tấn công bằng thiết bị bay không người lái có thể được thực hiện bằng thiết bị bay không người lái thương mại (UAV) được vũ khí hóa, chẳng hạn như được tải trọng tải nguy hiểm, và đâm vào các mục tiêu dễ bị tấn công hoặc phát nổ bên trên chúng. Họ cũng có thể thả lựu đạn cầm tay hoặc các loại đạn khác. Trọng tải có thể bao gồm chất nổ, mảnh đạn, hóa chất, nguy cơ phóng xạ hoặc sinh học. Nhiều máy bay không người lái có thể tấn công đồng thời trong một "cuộc tấn công bằng máy bay không người lái". Các hệ thống chống UAV đang được các quốc gia phát triển để chống lại mối đe dọa tấn công bằng máy bay không người lái. Điều này, tuy nhiên, chứng tỏ khó khăn. Theo James Rogers, một học giả nghiên cứu về chiến tranh không người lái, "Hiện tại có một cuộc tranh luận lớn về cách tốt nhất là chống lại những UAV nhỏ này, cho dù chúng được sử dụng bởi những người có sở thích gây ra một chút phiền toái hay trong một cách cư xử độc ác hơn của một diễn viên khủng bố. " 